# Goldmanella
Goldmanella é um género botânico pertencente à família Asteraceae.